# 天秤 (ミシン)
天秤（てんびん）は、ミシンの部品の一つである。上糸を引き上げる働きをする部品となっている。1872年にウィラー・ウィルソン社が発明した。直線本縫いミシンでは、頭部の基本機構は「針棒」「かま」「天秤」「送り」から構成されている。ミシンのセットのときには、針を上げることで、天秤に糸が掛けられるようになる。ループが大きくなると、天秤を下に下げることで、上糸に余裕を持たせる働きが働く。また、ループが内釜を抜けと、上糸が余るため、天秤を上げることで上糸が引き上げられる。